# Zenta
Zenta (szerbül: Сента / Senta) város és község Szerbiában, a Vajdaságban, a tartomány északi részén, Bácskában, a Tisza jobb partján, 42 km-re délre a szerb–magyar határtól. A Délvidék egyik legrégibb települése, azon vajdasági városok egyike, amelyekben a magyar lakosság van többségben, így a vajdasági magyarság egyik legfontosabb kulturális központja. 

## Földrajzi fekvése
Zenta városa a Tisza jobb partján fekszik Bácska határvonalán. A község területe kb. 293 km². Keletről Csóka községgel határos, ahol a természetes határt a folyó képezi. Nyugaton a Csík-ér jelenti a határt Topolyával, északon pedig Magyarkanizsa és Szabadka irányában, valamint délen Ada irányában mesterségesen húzták meg határait.

## A Nagyközség
A községhez Zenta városán kívül még négy település tartozik:
- Bogaras (Богараш / Bogaraš)
- Felsőhegy (Горњи Брег / Gornji Breg)
- Kevi (Кеви / Kevi)
- Tornyos (Торњош / Tornjoš)

## Nevének eredete
Több álláspont is létezik nevének eredetéről. Egyesek szerint a Szente-Magócs nemzetségből, vagy a régi Scente női személynévből eredeztethető. Jerney János szerint Zenta kun eredetű szó, és puszta földet jelent. Mások szerint azonban a település neve a Zyntharew szóból ered, ami kikötőt illetve átkelőt jelent. Ezt az eredetet támasztja alá az is, hogy a Tisza folyó partján fekszik a település, ezzel átkelést biztosít a bánáti oldalra. Van egy harmadik vélemény is, amely arra alapoz, hogy a 9. században a Tisza jobb partján helyezkedett el Csongrád és Óbecse között a Szentemágócs nemzetség szállásterülete, és innen kaphatta nevét a település is. A levéltárakban fellelhető névváltozatai:
- Szenta
- Zentha
- Szinta
- Zyntharew
- Portus Zyntha
- Civitas Zyntha
- Zenderev

## Története

### A kezdetektől a 16. századig
Kiváló földrajzi adottságainak köszönhetően Zenta ősidők óta lakott hely. Először 1216-ban említi egy okmány Zyntharew (Zintarév) néven, ekkor már lakott település, temploma van, s forgalmas átkelőhely a Tiszán. 1247-ben a Csanád nemzetséghez tartozó Kelemenös ispán fiának, Pongrácnak volt a birtoka, és a Tisza bal partján épült. Az átellenben lévő oldalon keletkezett Zenta falu 1367-ben már a budai káptalan birtokaként szerepelt az okiratokban.
1475-ben konfliktusba keveredett Szeged városával, mivel a zentai réven jogtalanul szedtek vámot azoktól a szegedi polgároktól, akiknek Szerémségben voltak szőlőbirtokaik. Szeged szabad királyi város volt, így polgárai vámmentséget élvezhettek az egész ország területén. Az elkövetett jogsértések miatt a szegediek elfoglalták a várost, s több hónapon át megszállva tartották. A konfliktusoknak ecsedi Báthory István országbíró (1479-től erdélyi vajda) vetett véget egy kétoldali megállapodással: a szegediek elismertek bizonyos vámfizetési kötelezettséget, míg a zentaiak lényegesen mérsékelték a vámtarifát. Zentát ebben az időben mezővárosként emlegetik, s hetipiaca van.
A szegediekkel történt konfliktus után a budai káptalan arra törekedett, hogy Zenta is kiváltságos városi rangot kapjon, de erre Mátyás király nem volt hajlandó, mivel a szegedieket pártolta a konfliktusban. Mátyás halála után végül 1506. február 1-jén II. Ulászló emelte szabad királyi várossá. A városi ranggal egyidőben Zentának címeres pecsétet is adományozott: kerek pajzsban, Szent Péter két kulcsa kereszt alakban egymásra téve, ennek mindegyik végénél egy-egy kecsegehal, fejükkel egymásnak szembe állítva, a kulcsok fölött egy kalász. A pecsétet a következő körirattal látták el: Sigillum Civitatis Zyntha.

### A török idők
A mohácsi csata után a törökök lerombolták a várost, lakóit pedig elhurcolták rabszolgaságba. Magyar lakossága helyére szerbek települtek. Zenta egy ideig még megőrizte városi jogállását, azonban az 1560–1561. évi török adóösszeírásban már faluként szerepelt, s közigazgatásilag a szegedi szandzsák szabadkai náhijébe tartozott.
1697. szeptember 11-én a Savoyai Jenő által vezetett egyesült hadak a város határában világtörténelmi jelentőségű csatát nyertek a török hadakkal szemben, ugyanis ezzel a győzelemmel szabadult fel majdnem egész Magyarország az Oszmán Birodalom igája alól. E csata következménye az 1699-ben megkötött karlócai béke, amellyel lezárul a törökök közép-európai térhódítása.

### A 18. század
1704-ben Rákóczi Ferenc csapatai felgyújtották a várost, mert a bécsi udvar háborús utasítására a szerb határőrök előzőleg a magyar felkelők ellen fordultak. 1715-ben III. Károly osztrák császár harmincadhivatalt létesített a községben, de a vámszedés alig jövedelmezett valamit. 1751-ben Mária Terézia kiváltságos koronakerületté változtatta a Tiszamentét. Nagy gazdasági kedvezményekben részesítette az itt élőket és az idetelepülni szándékozókat. 1769-ben nagy tűzvész pusztította el a várost, de kamarai segítséggel ezt hamar kiheverte.
A 18. század utolsó évtizedében Zenta látványos fejlődésnek indult. Vízi- és szárazmalmot létesítettek, az utak mentén eperfasorokat telepítettek, epreskerteket hoztak létre, fellendült a selyemhernyó-tenyésztés és a kézműipar, a céhrendszer virágkorát élte. A lakosság vagyonosodott. A városhoz tartozó 64 ezer hold kiterjedésű határban tízezrével legelt a szarvasmarha, ló, juh és házi sertés. A lakosság száma ekkor kb. 7000 fő volt.

### A 19. század
1832-ben megalakult a Magyar Kultúrkör, 1833-ban pedig kórház létesült.
Az 1849 februárjában Magyarországot hátbatámadó szerb felkelők elfoglalták a várost, és vérengzésbe kezdtek. A népirtás során 2000-2800 magyart mészároltak le, s levágott fejükből gúlát építettek a Jézus Szíve-templom előtt. Gyakoriak voltak a botozások, melyek során nyomorékra verték az embereket, a nőket megerőszakolták. A magyar hadsereg 1849. március 22-én foglalta vissza a várost.
1855-ben elkezdődött a Tisza medrének szabályozása, 1873-ban pedig felépült az első fahíd a folyón.
1867-ben megnyílt az óvoda, 1868-ban megkezdte oktatási tevékenységét a Szerb Olvasókör, 1870-ben polgári iskola, 1876-ban pedig gimnázium is nyílt.
1889-ben megnyílt a Szabadka–Zenta–Óbecse-vasútvonal, illetve Horgos–Zenta-vasútvonal, így a város bekapcsolódott az országos hálózatba és a gazdasági vérkeringésbe.
1897-ben bocsátották vízre Pólában a városról elnevezett SMS Zenta cirkálót.
1910-ben 29 666 lakosából 27 221 magyar, 2020 szerb és 177 német volt.
A trianoni békediktátumig Bács-Bodrog vármegyéhez tartozott, 1920-tól a Szerb–Horvát–Szlovén Királyság, majd Jugoszlávia része lett.

### Azelső világháború

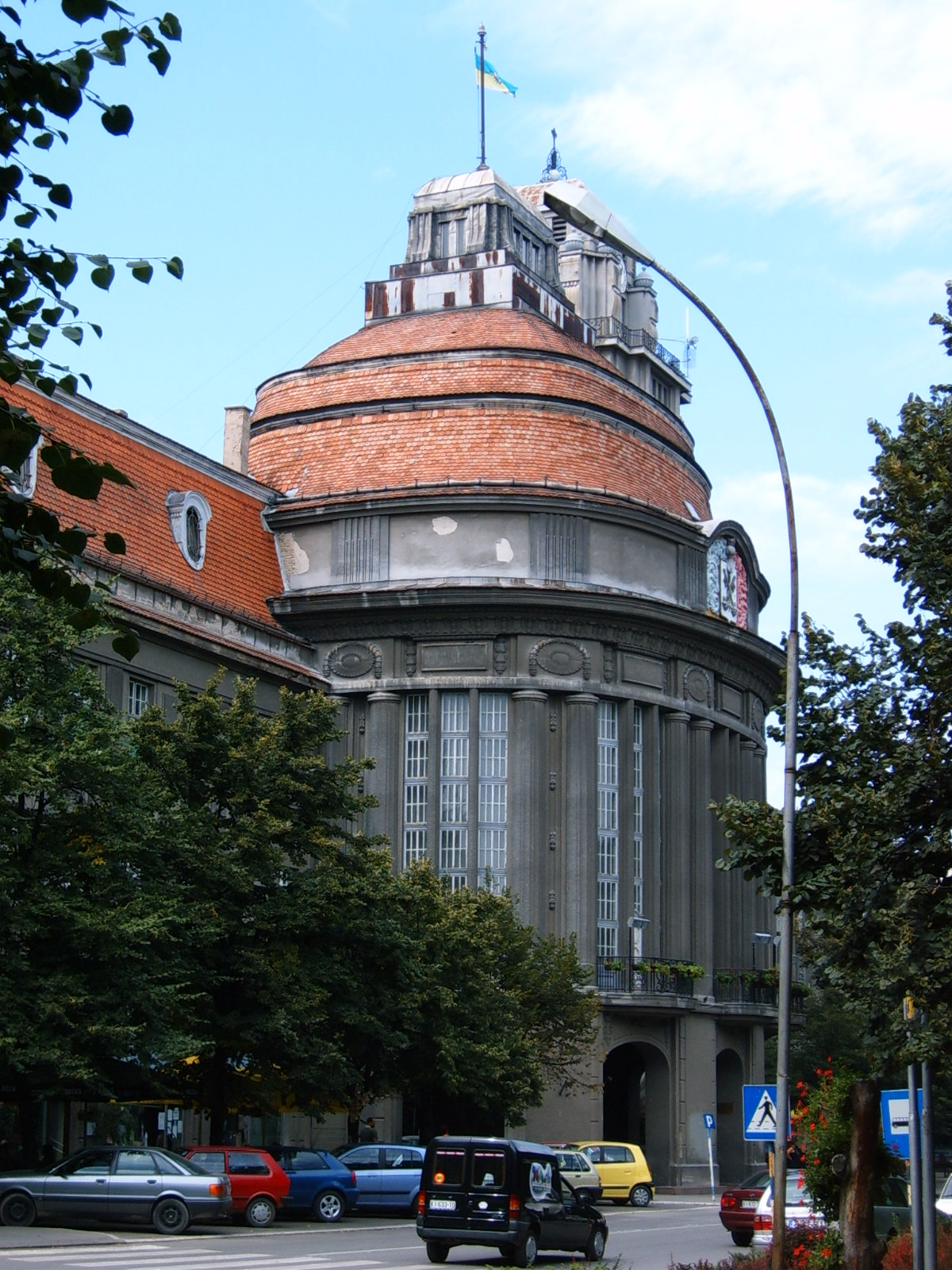
A városháza

- 1918. november 16-án a szerb csapatoknak sikerült megszállniuk Zentát. Ezt követően megkezdődött a helyi hatalom átszervezése. A közigazgatási teendőket a szerb, ún. Nemzeti bizottság látta el.
- 1919 januárjában a szerbek parancsnoka körlevél, illetve plakát formájában adta tudatára a zentai lakosságnak az új rend elvárásait.
- 1922-ben megalakult az országos Magyar Párt.

### A két világháború között
A két világháború közötti időszak a város számára igen megterhelő volt, gazdasági fejlődése megtorpant, s elvesztette korábbi nagy gazdagságát a földkisajátítások következtében. Iskolái egy részét megszüntették, a gimnáziumot pedig négyosztályossá fokozták le.

### A második világháború alatt
- 1941. április 12-én megkezdődött az Első magyar gépesített hadosztály egységeinek bevonulása és ezzel együtt a város felszabadulása.
- 1944. október 8-án a várost elfoglalta a szovjet Munkás-paraszt Vörös Hadsereg 31. gárdalövész hadteste és a vajdasági Népfelszabadító Hadsereg fővezérkara.
- 1944. november 9-én este a szerbek 64 zentai polgárt végeztek ki.

### A második világháború után
A második világháború után Zenta és a környező települések gyors fejlődésnek indultak a mezőgazdaság, ipar, pénzügy, közlekedés, oktatás, kultúra és a sport terén.
Az 1960-as évek elején megépült az új Tisza-híd, a jugoszláv hadsereg által 1941-ben felrobbantott helyén, ami meggyorsította a gazdasági életbe való bekapcsolódást. Ekkor épült fel a cukorgyár, a legjelentősebb ipari objektum. Később kiépült a várostól délre fekvő ipari zóna és a kikötő, amelyet a zentai csata színhelyére telepítettek.
A 2016-os répafeldolgozási idényben a cukorgyárban nem indították be a termelést; ezzel a gyár 130 állandó és mintegy 250 ideiglenes munkavállalója maradt munka nélkül.

## Népessége
Zenta városának a 2022-es népszámlálás adatai szerint 14 452 lakosa van, míg a községnek 17 953 (2011-ben ez az arány 18 397 – 22 961, 2002-ben ez az arány 20 302 – 25 568, míg 1991-ben 22 827 – 28 779 volt). A lakosság csökkenése a negatív természetes szaporulat és az elvándorlás következménye. Ami az etnikai összetételt illeti, a magyarok alkotják a város lakosságának 72.7%-át (2011-ben ez 78% volt), így Zenta az egyik legnagyobb vajdasági település, amelyben a magyarok abszolút többségben vannak. Községi szinten a magyarság alkotja a lakosságnak több mint 75%-át, s ezzel az aránnyal a Vajdaság második legnagyobb arányában magyarlakta községe, Magyarkanizsa (16 740 községi, 6665 városi magyar lakos) után. Számbelileg a városban 10 653 magyar él (2011-ben ez 15 860 volt), így Vajdaságban a második helyen áll (csak Szabadka előzi meg 24 687 magyar lakossal), míg a községben 13 590, így negyedik Vajdaságban (Szabadka – 37 200 magyar, Magyarkanizsa – 16 740 magyar és Topolya – 14 599 magyar után). 
Zenta népessége a korábbi népszámlálásokon:
- 1948: 23 777
- 1953: 23 320
- 1961: 25 062
- 1971: 24 723
- 1981: 23 690
- 1991: 22 827
- 2002: 20 302
- 2011: 18 704
- 2022: 14 452

Zenta község etnikai összetétele a 2011-es népszámlálás adatai szerint:
Zenta város etnikai összetétele a 2022-es népszámlálás adatai szerint:

## Gazdaság
A kezdetekben a jó termőföldeknek, a Tisza közelségének, árterületeinek, valamint a legelőnek kiválóan alkalmas határterületeknek köszönhetően elsősorban mezőgazdaságból élt a lakosság. A 18. században az állattenyésztés dominált a földműveléssel szemben. Az 1770-es években élénk bőr- és gyapjúkereskedelem folyt. A napóleoni háborúk következtében jelentős mértékben megnőtt a kereslet a mezőgazdasági termények, főként a gabona iránt. Mind a tiszai, mind a tavi halászat jelentős szerepet kapott. 1766 és 1769 között a tiszai halászat joga Zenta mezővárost illette.
A céhek a 18. és a 19. század végén élték újravirágzásukat a mezővárosokban, így Zentán is. Az ipar fejlődéséhez nagyban hozzájárult a város vásártartási joga. 1776-ban Mária Terézia jóváhagyta a zentai szűcsök, szabók és csizmadiák céhszabályzatát a bajai leánycéheként. Ebben az időszakban egyre nagyobb bb árufelesleg keletkezett, ebből kifolyólag a város gazdasága kezdte elveszíteni önellátó jellegét. Ráadásul egyre nagyobb volt a kereslet olyan árucikkek iránt, amelyek előállítására helyben nem kerülhetett sor. Mindez fellendítette a kereskedelmet. Az orosz (ukrán) gabona kiszorította a nemzetközi piacról a magyart, ezért leginkább az örökös tartományoknak állították elő a gabonát Zentán is.
A búzatermelés egyeduralmát még az egyre népszerűbb kukoricáé sem törte meg. 1804 és 1840 között 19 száraz- és 18 vízimalom működött a városban. Akkoriban csatlakozott Zenta a selyemhernyó-tenyésztési mozgalomhoz. Az udvarokon, utcákon megjelentek az eperfák, a déli részen kialakult az Epreskert, melynek gondozására a város elöljárósága külön kertészt rendelt, akinek az 1820-as évektől nemcsak eperfa, hanem különböző gyümölcsfajták nemesítése is feladata lett. Mindez a pálinka előállítására is igen kedvezően hatott.
Egy 1805-ös rendelet engedélyezte a különböző szakmákat tömörítő céheket. Olyan szakmák művelői kapták meg a céhszabadalmat, amelyek elsősorban a paraszttársadalom szükségleteit voltak hivatottak kielégíteni. Az 1830-as évekre 30 év alatt megfeleződött az iparosműhelyek száma. Az iparosok inkább földekbe fektettek be, mintsem műhelyük bővítésébe. A század elején rohamosan nőtt a kereskedők, azon belül is a nagykereskedők száma. A város nem akadályozta letelepülésüket, hogy ezáltal fellendítse a gazdaságot. Harcba szállt az elvesztett révjogért is, amit a csókai uradalom birtokosa, a Marczibányi család tartott tényleges birtokában. Zenta a révjogért cserébe híd építését ígérte. 1836-ban Ada is mezőváros lett, a versenynek pedig jótékony hatása volt a gazdasági fejlődésre.

## Oktatás

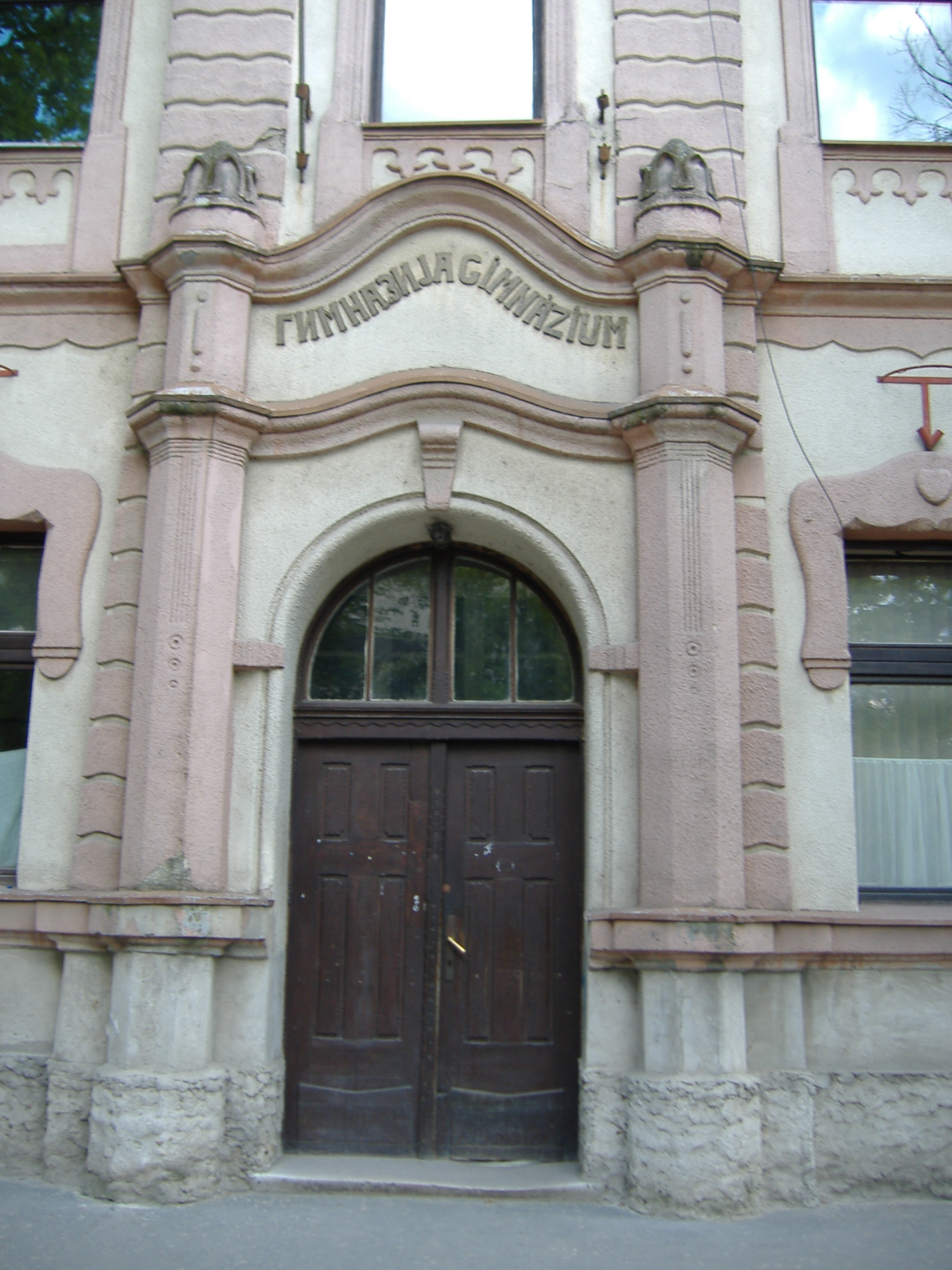
A zentai Gimnázium épülete, ahol az Egészségügyi Középiskola és a Közgazdasági-Kereskedelmi Középiskola oktatása is folyik

### Általános iskolák
A Stevan Sremac Általános Iskola (weboldal) több településen működik:
- November 11. tagiskola, Zenta
- Emlékiskola tagintézmény, Zenta
- Thurzó Lajos-tagiskola, Zenta
- Csokonai Vitéz Mihály-tagiskola, Felsőhegy
- Tömörkény István-fiókiskola, Tornyos, kihelyezett tagozatokkal Kevin és Bogarason Zenta község területén működő általános iskolákban tanuló diákok létszáma a 2020/21-es tanévben 1420 fő volt, akiknek 85%-a (1192 diák) magyarul végezte tanulmányait.[6]

### Középiskolák
- Gimnázium (weboldal):
  - általános szak (4 éves, magyarul és szerbül)
  - társadalomtudományi szak (4 éves, magyarul és szerbül)
  - természettudományi szak (bilingvális kéttannyelvű – angol) (4 éves, magyarul és szerbül)

A Zentai Gimnáziumot 1867-ben alapították. Azóta többször is profilt váltott: algimnázium, középfokú szakirányú oktatás. 1990-ben ismét megnyíltak a természettudományi és nyelvi gimnáziumi szakok, melyeket az 1991/92-es tanévtől általános szakra cserélték. 1992-től állami tulajdonban van. 2008-ban újból megnyílt a társadalomtudományi szakirány is.
- Közgazdasági-Kereskedelmi Középiskola (weboldal):
  - pénzügyi adminisztrátor (4 éves, magyarul és szerbül)
  - üzleti adminisztrátor (4 éves, magyarul és szerbül)
  - kereskedő (3 éves, magyarul)
- Egészségügyi Középiskola (weboldal Archiválva 2012. június 29-i dátummal a Wayback Machine-ben):
  - egészségügyi nővér-technikus (4 éves, magyarul és szerbül)
  - fizioterapeuta (4 éves, magyarul)
  - gyógyszerész-technikus (4 éves, magyarul és szerbül)
  - szülész-technikus (4 éves, magyarul és szerbül)
- Bolyai Tehetséggondozó Gimnázium és Kollégium (weboldal):
  - természettudományi-matematikai tehetséggondozó szak
  - képzőművészeti szak
  - számítástechnikai-informatikai tehetséggondozó szak

### Főiskolák, egyetemi karok
Zentán működik a Szent István Egyetem Kertészettudományi Karának Határon Túli Levelező Tagozata (weboldal), ahol kertészmérnöki szakon folyik az oktatás magyar nyelven.

## Épületek

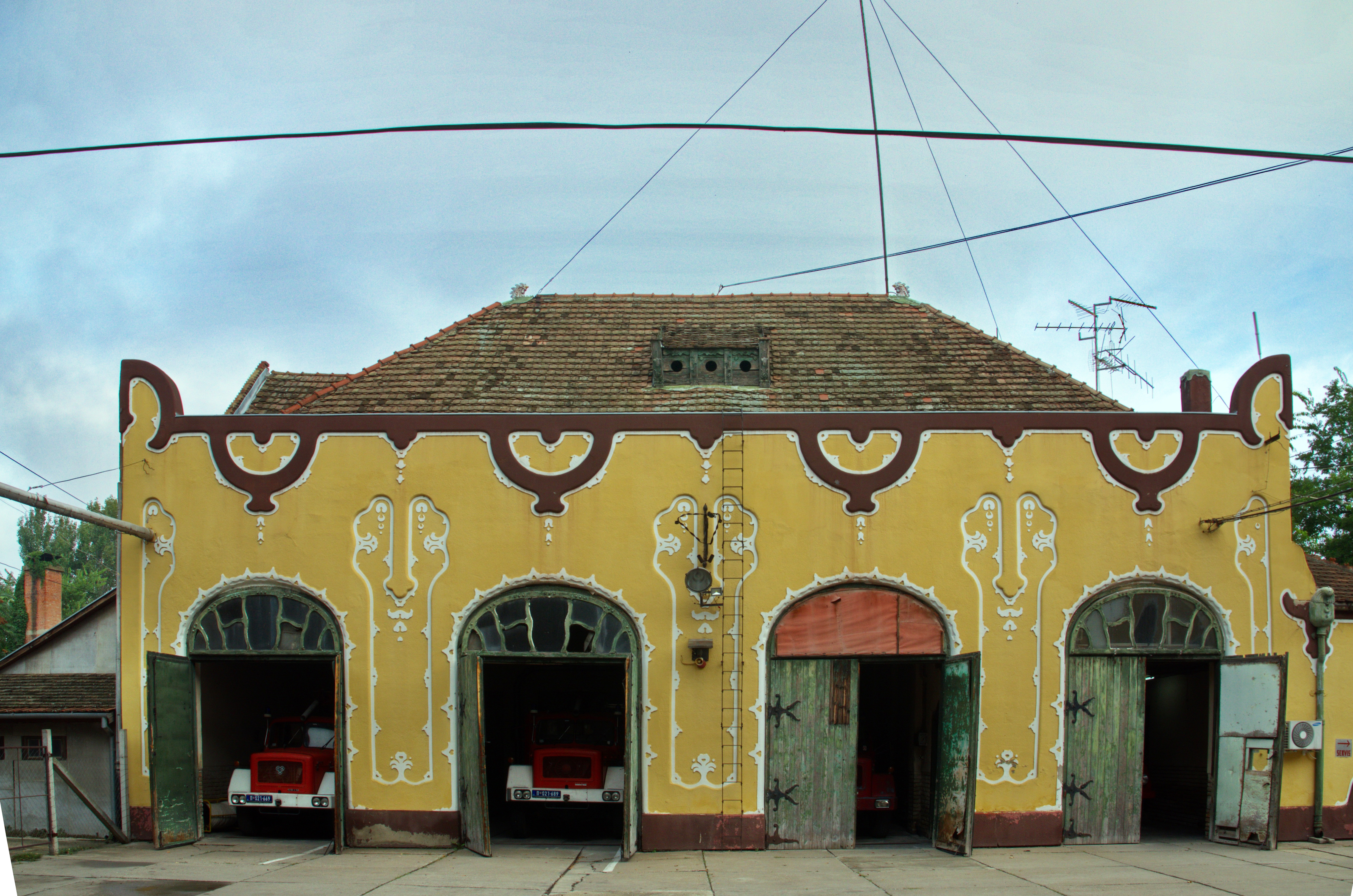
A zentai tűzoltóság szecessziós stílusú műemléképülete

- Városháza: A főtérre néző szecessziós koncepciójú épület a városkép fő meghatározója. A közel 50 m magas masszív, ég felé törő tornya kissé romantikus hatású, de díszeiben a szecesszió nyomait viseli magán. Díszlépcsőháza és közgyűlésterme szintén szecessziós stílusú. Az épület leglátványosabb beltere a gazdag díszítésű lépcsőházi galéria egyedi, lenyűgöző megoldásaival az épület legszebb részévé avatja. Tornyából pazar kilátás nyílik a városra és környékére.
- Tűzoltólaktanya: 1903–1904-ben épült Lajta (Leitersdorfer) Béla tervei alapján. A laktanya a népi építészet és a magyar szecesszió ötvöződésének remekműve, amelyet a díszítőelemek részletes és finom kidolgozása tesz a város legjellegzetesebb szecessziós stílusú épületévé.
- Royal szálló: 1911-ben épült az akkor igen modernnek számító, vízvezetékkel, központi fűtéssel, villanyvilágítással ellátott hotel. Az épület a szecessziós elemek jegyeit viseli magán, nemrég újították fel, részben az eredeti tervek alapján. 1985 óta az épület műemlék.
- Plébániapalota és múzeum: 1907–1909 között épült neobarokk és neoreneszánsz stílusban. Az épület architektúrája ünnepélyes, a főtér meghatározó eleme. Benne kapott elhelyezést a városi múzeum, amelyhez képtár is épült. A múzeum komplex jellegű: a földszinten őslénytani, régészeti és helytörténeti (zentai csata) anyag, az emeleten pedig néprajzi gyűjtemény várja a látogatókat.
- Stevan Sremac-emlékház: Ebben a házban született Stevan Sremac jeles szerb író. Az épület 2004-től emlékház, állandó kiállításnak ad otthont.
- Zentai kis zsinagóga: 19. és 20. század közepén Zentán élő zsidóság tervezett, épített és alkotott. Az épület a 2023-as felújítását követően, ma a délvidéki és a zentai magyarság új kulturális központjaként szolgál.

## Templomok
Zenta község kilenc templommal büszkélkedhet. Ebből hat a városban, három pedig a községhez tartozó falvakban (Felsőhegy, Tornyos és Kevi) található. Nyolc közülük katolikus, ahol a szentmise nyelve magyar. A város egyetlen ortodox templomában a szertartások szerb nyelven zajlanak.
- A város egykori legnagyobb temploma, amelyet Szent István tiszteletére szenteltek, 1770-ben épült, de az 1911-es tűzvészben a városházával együtt leégett. Míg a régi városháza helyett új, nagyobb épületet emeltek, a templom újjáépítési kísérletei kudarcba fulladtak. Az első világháború ellehetetlenítette, a délszláv állam pedig megtiltotta a magyarok első királyáról elnevezett katolikus templom újraemelését. A mai Szent István-templom méreteit tekintve inkább kápolna, mégis templomi ranggal rendelkezik, hogy a nagytemplom lelkes utódaként működhessen.
- A ma is álló legnagyobb katolikus templom a Jézus Szent Szíve (röviden Jézus Szíve) templom. 1895-ben épült neogótikus stílusban, 1906-ban szentelték fel, majd 1961-ben felújították.
- A szintén neogótikus Páduai Szent Antal-templomot 1910-ben, a Assisi Szent Ferenc-templomot pedig 1939-ben építették fel.
- A felsőhegyi munkás Szent József temploma 1890-ben épült, és 1892-ben szentelték fel, így ez a község legrégebbi katolikus temploma.
- Az 1906-ban épült tornyosi Szűz Mária a Magyarok Nagyasszonya és az 1900-ban épült kevi Rózsafűzér Királynője templomok az előbbiekben felsoroltakkal szemben nem a zentai esperességhez tartoznak, hanem a topolyaihoz. A közigazgatásilag Magyarkanizsa községhez tartozó Adorján plébániája (Sarlós Boldogasszony) viszont a zentai esperesség része.
- A Kisded Jézusról elnevezett Ávilai Szent Teréz-templom Zenta legkisebb temploma, 1929-ben szentelték fel. A zentai csata 300. évfordulója alkalmából, 1997-ben újabb katolikus templom építésébe fogtak a városban: ez lett a 2017-ben felszentelt Lisieux-i Kis Szent Teréz-emléktemplom.
- Az ortodox Szent Mihály arkangyal-templom 1762 környékén épült, barokk stílusban. A Szerb ortodox egyház tulajdona. A régebbi ikonokat (két kép, két freskó) Jovan Isailović festette 1782-ben, az újabbak pedig, a romantikus Pavle Simić alkotásai 1859-1862 között készültek.

## Emlékművek

### A zentai csata emlékműve

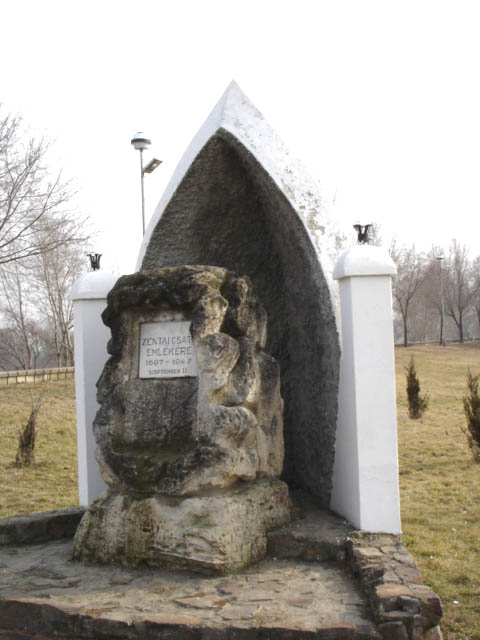
A zentai csata emlékműve

Az első emlékmű 1895-ben készült a honfoglalás ezeréves évfordulója, valamint Ferenc József látogatása alkalmából. Ez hamar tönkrement, és a csata jelentőségéhez képest amúgy is túl egyszerűnek bizonyult. A város rendelt egy hatalmas Savoyai Jenő lovasszobrot, ez azonban sosem érkezett meg Zentára, azóta is a budai várban látható. A királyi Jugoszlávia idején elmaradt mind az ünneplés, mind a felújítás. Erre csak 1942-ben, Bácska visszatérése után egy évvel került sor. A második világégés után újból, a már szocialista délszláv államhoz került városban sem volt helye a nyilvános megemlékezésnek. A 90-es évek elején a korábban az Eugen-szigeten lévő emlékművet áthozták a Homok-lakótelep mellé. Ekkortól ünnepelik a város napjaként szeptember 11-ét. A 300. évfordulóra pedig ezen a helyen emelték a ma is álló új emlékművet.

### A magyar áldozatok emlékművei
A városban három emlékművet emeltek a különböző történelmi események helyi magyar áldozatainak. Egy közülük az 1848–49-es történések, kettő pedig az 1944-es délvidéki vérengzések halottjainak állít emléket. A 48-as emlékmű a Felsővárosi temetőben található. Az 1889-es vasútépítéskor felásták a 49-es sáncokat, és az ott talált maradványokat tömegsírba temették, ahová később az emlékművet emelték. A Szabadságharcnak rengeteg (kb. kétezer) polgári áldozata is volt. Az elesett szerbeknek a pravoszláv temető kápolnája állított emléket.
Az 1944-es magyar polgári áldozatok első emlékműve szintén a Felsővárosi temetőben épült, közvetlenül a 48-asoké mellett. Erre a gyilkosságok ötvenéves évfordulóján került sor, 1994-ben. Az alkotásokon megtalálható a lemészárolt személyek névsora, amit a 65 nevet tartalmazó halállistáról másoltak át, ám egyesek szerint az áldozatok száma 90 körül lehetett. Az emlékművet először a kivégzések helyszínén, a híd mellett képzelték el, ahol 2007-ben fel is állították a Recskó Béla által készített kopjafát. A holttesteket egykor a közelben ásták ki. A megemlékezések hagyományosan halottak napján a temetőben, november 9-én (a gyilkosságok évfordulóján) pedig a hídnál vannak.

### Szobrok
Zentán két nagyobb szobor található, emellett számos kisebb mellszobor szerte a városban, melyek híres szülötteit ábrázolják. Nepomuki Szent János impozáns szobrát az egykor róla elnevezett téren (ma Joca Vujić tér) állították fel. 2006. szeptember 11-én pedig Zenta szabad királyi várossá válásának 500. évfordulója alkalmából emelték a Révészt ábrázoló szobrot a Tisza-parton. Az avatáson jelen volt és beszédet is mondott Sólyom László magyar és Boris Tadić szerb államfő.

## Itt született személyek
- 1831. augusztus 11-én Mihálkovits István Zenta polgármestere (1880–1881)
- 1855. november 19-én Stevan Sremac kiemelkedő szerb prózaíró
- 1860. január 4-én Érdujhelyi Menyhért pap, történetíró
- 1861. augusztus 29-én Szávay Gyula költő, lapszerkesztő, a Kisfaludy Társaság és a Petőfi Társaság tagja, utóbbinak öt évig főtitkára
- 1861. november 19-én Dudás Gyula bölcseleti doktor, tanár, a Bács-Bodrog Vármegyei Történelmi Társulat titkára, a megye monográfia szerkesztője, tanfelügyelő
- 1864. november 6-án Lovászy Márton politikus, újságíró, a Függetlenségi és Negyvennyolcas Párt elnöke, vallás- és közoktatási, majd külügyminiszter
- 1868. május 21-én Bugárszky István vegyész, az MTA levelező tagja
- 1868-ban Adler Illés rabbi (zsidó vallási tanító)
- 1874. február 22-én Bicsérdy Béla életreformer, a róla elnevezett mozgalom alapítója
- 1886. július 19-én Fekete Mihály magyar–izraeli matematikus.
- 1911. december 6-án Bács Gyula szerkesztő, útikönyvíró
- 1915. július 19-én Thurzó Lajos költő, újságíró
- 1928. július 13-án Nagy Katalin József Attila-díjas író
- 1931. február 12-én Burány Béla orvos, epidemiológus, néprajzkutató, szociológus és közíró
- 1941. június 15-én Bodor Anikó népzenekutató, tanár
- 1945-ben Korpa István birkózó
- 1959. március 1-jén Soltis Eleonóra színésznő
- 1960-ban Törtei József birkózó
- 1967. július 15-én Juhász Attila újságíró, politikus
- 1971. november 30-án Szabó Palócz Attila író, költő, újságíró
- 1971. április 11-én Vicei Zsolt színész, rendező
- 1973. szeptember 13-án Kerekes Zsombor labdarúgó
- 1979-ben Erdélyi Szilvia asztaliteniszező
- 1979. november 22-én Sterbik Árpád kézilabda kapus, akit 2005-ben a világ legjobb kézilabdázójának választottak. Jelenleg a spanyol válogatott kapusa
- 1984-ben Frísz Krisztián birkózó
- 1985. április 24-én Zapletán Zsombor tekéző, akit 2022-ben az év magyar tekézőjének választottak.
- 1987. december 31-én Nikolics Nemanja magyar válogatott labdarúgó, jelenleg a Chicago Fire játékosa
- 1988-ban Dolník-Domány Zsófia sakkozó
- 1990. augusztus 23. Szilágyi Csaba úszó
- 1992. január 6-án Kormányos Ákos költő, drámaíró, pszichológus
- 1993. július 21-én Nemes Viktor birkózó
- 1995. június 2-án Györe László teniszező

## Testvérvárosok

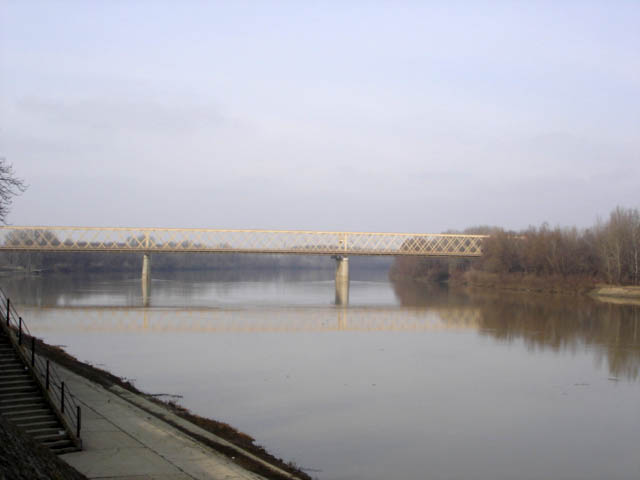
A zentai Tisza-híd

- Budapest I. kerülete, Budavári Önkormányzat, Magyarország
- Dabas, Magyarország
- Dunaszerdahely, Szlovákia
- Gödöllő, Magyarország (1994) (baráti önkormányzat)
- Hódmezővásárhely, Magyarország
- Kranj, Szlovénia
- Medijana – Niš város kerülete, Szerbia
- Munkács, Ukrajna (baráti önkormányzat)
- Székelykeresztúr, Románia
- Törökszentmiklós, Magyarország